# Paljukka (kulle, lat 68,27, long 23,43)
Paljukka är en kulle i Finland. Den ligger i Enontekis kommun i landskapet Lappland, i den norra delen av landet, 900 km norr om huvudstaden Helsingfors. Toppen på Paljukka är 441 meter över havet, eller 134 meter över den omgivande terrängen. Bredden vid basen är 10,5 km.
Terrängen runt Paljukka är huvudsakligen platt.Trakten runt Paljukka är nära nog obefolkad, med mindre än två invånare per kvadratkilometer. Närmaste större samhälle är Hetta, 15,9 km nordost om Paljukka. 